# 변화순
변화순은 대한민국의 가족 사회학자이다.
1987년부터 한국여성정책연구원에서 24년 동안 연구원으로서 활동하였다. 2012년 4월 27일에 팸라이프가족연구소를 열었다. 이에 대해 "앞으로 이혼과 재혼 등 가족 문제를 직시하고 주체적으로 결정할 수 있는 '식별상담'을 비롯해 가족 관련 연구, 찾아가는 그룹상담, 한부모 가족 등을 위한 역량 강화 교육 등도 진행할 계획이다. 상담을 통해 가장 적절한 전문가와 전문 기관을 연계하는 '주치의' 같은 역할도 하고 싶다"라고 개소 배경을 설명하였다.

## 경력
- 2008년 11월: 한국여성정책연구원 성평등연구실장, 한국여성정책연구원 여성정책전략센터 소장
- 2012년 4월 27일 ~ : 팸라이프가족연구소장

## 저서
- 《가족정책으로 바라본 여자 남자 이야기》.교육과학사. 2010년. ISBN 9788925404059
- 《경제위기에 따른 취약계층의 변화실태와 사회안전망 평가 및 향후 대책방안 (총괄보고서)》. 한국여성정책연구원. 2010년. ISBN 9788984913745

## 공저
- 변화순·이미정·김은정. 《청년층 섹슈얼리티와 친밀한 관계에서의 성폭력 연구》. 한국여성정책연구원. 2009년. ISBN 9788984912984
- 변화순·양애경·이선주·문희영. 《사회발전을 향한 여성통합 30년의 성과와 전망 (1)》. 한국여성정책연구원. 2011년. ISBN 9788984914490

## 칼럼
- 변화순. 정보화 시대 선도하는 우먼파워. 동아일보. 2005년 10월 18일.
- 변화순. 여성의 몸과 인권. 서울신문. 2006년 1월 20일.
- 변화순. 저출산대책 인프라 구축 필요하다. 서울신문. 2006년 2월 27일.
- 변화순. 왜 여성적 정치인인가?. 서울신문. 2006년 4월 3일.
- 변화순. 결혼만 장려해선 저출산 못 벗어나, 가족 형태 차별 없는 모자복지정책 필요. 한국일보. 2011년 11월 22일.